# Алёшиха (Алтайский край)
Алёшиха — посёлок в Краснощёковском районе Алтайского края. Входит в состав Верх-Камышенского сельсовета.

## География
Расположен на реке Правая Выдриха, в 12 км к востоку от села Верх-Камышенка.

## Население
| 1997 | 1998 | 1999 | 2000 | 2001 | 2002 |
| ---- | ---- | ---- | ---- | ---- | ---- |
| 129  | ↗130 | →130 | ↗137 | ↘129 | ↘126 |
| 2003 | 2004 | 2005 | 2006 | 2007 | 2008 |
| ↘114 | ↗135 | ↘110 | ↘109 | ↘101 | ↘99  |
| 2009 | 2010 | 2011 | 2012 | 2013 |      |
| ↘90  | ↘71  | ↗74  | ↘73  | ↘68  |      |

Национальный состав
Согласно результатам переписи 2002 года, в национальной структуре населения русские составляли 92 %.